# موراوتس (ناحیه ژدار ناد سازاوو)
موراوتس (به چکی: Moravec) یک منطقهٔ مسکونی در جمهوری چک است که در ناحیه ژدار ناد سازاووو واقع شده‌است. موراوتس ۵٫۵۱ کیلومتر مربع مساحت و ۵۹۹ نفر جمعیت دارد و ۵۲۶ متر بالاتر از سطح دریا واقع شده‌است.